# 수주카키아
수주카키아(그리스어: σουτζουκάκια) 또는 이즈미르 쾨프테(튀르키예어: İzmir köfte)는 그리스와 튀르키예의 미트볼(쾨프테) 요리이다. 튀긴 미트볼을 토마토 소스에 넣어 끓여 만든다.

## 이름
그리스어 "수주카키아(σουτζουκάκια)"는 "소시지"를 뜻하는 오스만어 "수주크(صوجوق)"에 그리스어 지소형 접미사 "-아키(-άκι)"의 복수형인 "-아키아(-άκια)"가 붙은 형태이다.
스미르나 미트볼(그리스어: σμυρναίικα σουτζουκάκια 스미르네이카 수주카키아[*]),  
콘스탄티노폴리스 미트볼(그리스어: πολίτικα σουτζουκάκια 폴리티카 수주카키아[*]) 등의 이름으로도 알려져 있다. 스미르나와 콘스탄티노폴리스는 이즈미르와 이스탄불의 옛 이름이다.

## 역사
그리스-터키 전쟁 이후 그리스인들이 소아시아(아나톨리아)를 떠나 그리스로 돌아가면서, 이 음식이 그리스에 소개되어 발전했다. 원래는 수주크(소시지) 요리였으나, 케이싱이 제거되면서 미트볼 요리가 되었다.

## 만들기
다진 고기는 주로 쇠고기를 쓰지만, 양고기나 돼지고기를 섞어 쓰기도 한다. 빵가루, 달걀, 우유, 마늘, 양파, 고추 플레이크, 쿠민가루, 파슬리, 소금, 후추 등을 넣어 미트볼을 빚는다. 계피가루 등을 넣기도 하며, 오레가노, 민트, 백리향 등 허브를 넣기도 한다. 우조나 포도주를 조금 넣기도 한다.
이렇게 만든 미트볼은 올리브유에 튀긴 다음 토마토 소스에 넣어 끓인다. 소스는 양파와 마늘 등을 올리브유에 볶다가, 토마토 페이스트(또는 도마테스 살차스), 고추 플레이크(또는 비베르 살차스), 월계수 잎, 계피, 설탕, 소금과 잘게 깍둑썬 토마토 또는 토마토 퓌레를 넣어 끓여 만든다. 올스파이스나 백리향 등 허브를 넣기도 하며, 포도주를 넣어 만들기도 한다. 쿠민가루를 추가적으로 넣기도 한다.

## 비슷한 음식
토마토 소스에 넣어 익히지 않고 그릴에 구운 수주카키아는 케바피아(그리스어: κεμπάπια)나 수주카키아 그릴구이(그리스어: σουτζουκάκια στη σχάρα 수주카키아 스티 스하라[*])라 불린다. 그리스 북부인 트라키아나 플로리나 지역에서 즐겨 먹으며, 비슷한 음식으로 발칸반도의 체바피와 튀르키예의 수주크 쾨프테가 있다.

## 같이 보기
- 술루 쾨프테
- 타브리즈 코프타